# Черен дукер
Черен дукер (Cephalophus niger) е вид бозайник от семейство Кухороги (Bovidae).

## Разпространение и местообитание
Разпространен е в Гана, Гвинея, Кот д'Ивоар, Либерия, Нигерия, Сиера Леоне и Того.